# Montego Bay
Montego Bay è una città della Giamaica. È la quarta città più popolata del paese, con oltre 110.000 abitanti; essa è inoltre il capoluogo della parrocchia di Saint James (St. James Parish), che contava 183.811 abitanti al censimento del 2011.

## Storia
Nel 1982 vi è stata firmata la Convenzione delle Nazioni Unite sul diritto del mare. Il trattato ONU di Montego Bay ha regolamentato, per la prima volta, il diritto del mare su scala mondiale tra cui il diritto della navigazione nelle acque extra-territoriali. Il trattato di Montego Bay è entrato in vigore definitivamente nel novembre del 1994.

## Monumenti e luoghi d'interesse

### Architetture civili
- Rose Hall

## Infrastrutture e trasporti

### Aeroporti
La città è servita dall'Aeroporto Internazionale Sangester.

## Sport

### Calcio
Una delle principali società calcistiche cittadine è il Montego Bay Utd, vincitore di due campionati e di una Coppa della Giamaica.

## Amministrazione

### Gemellaggi
- Atlanta
- Lagos